# 大集合NEO
大集合NEO（だいしゅうごうねお）とは、株式会社オープンドアが運営する携帯電話向けのゲームサイト兼ソーシャル・ネットワーキング・サービス。
2006年8月にサービスを開始した。2012年の会員数は240万人以上。
2015年3月18日にサービスを終了。

## 概要
このサイトは、機能・デザインともにモバゲータウンに非常によく似ている。モバゲーとの大きな違いは
①無料アバターがある
②個人でアバターを出品する機能がある（フリーマーケットの様なイメージ）の２点。
スマホ版やパソコン版もあるが、フィーチャーフォンにある全ての機能はまだ公開されていない状態。
モバゲーやGREEがゲームを通して知り合い、「一緒にゲームをクリアすること」を目的としたコミュニティが多いが、大集合NEOはアバターの売り買い等を通して知り合い、「他のユーザーと会話をすること」を目的としたコミュニティが多い。
またモバゲーやGREEがに比べてゲームの数は圧倒的に少ないが、「アバターが可愛いく、他ユーザーと会話する機会が多いから利用している」という声が多い。
無料でコインが手に入る仕組みがあるので、課金しなくてもそれなりに遊ぶことが出来る。

## 対応機種
NTTドコモ（FOMA70x･90xシリーズ）、au(WIN機種※W21H･W11K･W11Hを除く)、SoftBank(FLASH対応機種)
※ゲームによっては非対応の場合もある。

## 仮想通貨
大集合NEO内でのみ使える仮想通貨として「NEOコイン」がある。
コインアバター、ロト、アバター合成、出品アバターの購入、アバコンバトルのBET、釣りゲーム、その他のゲームなどに使える。
他の会員にコインをあげることができる機能があったが、犯罪防止を理由に現在は無くなっている。

## コンテンツ

### アバター
プロフィールにおけるアバターを設定できる。
無料で使えるアバターアイテムが1000種類以上ある。通常、無料で使えるアバターアイテムはシンプルなデザインのものが多い中、大集合NEOのアバターアイテムは有料版と比べて遜色がない。
また、NEOコインで購入する「コインアバター」、現金で購入する「プレミアムアバター」が存在する。
プレミアムアバターを購入するとNEOコインが付与される。（付与されるNEOコインの額はキャンペーン等により変動する）

### アバター市場
大集合NEO独自のコンテンツでモバゲーやGREE等の他サイトにはない。
自分の持っているアバターを出品したり、他ユーザーが出品しているアバターを買ったりすることの出来るフリーマーケットの様なコンテンツ。
現在、大集合NEOにいるコアユーザーはこのコンテンツがあるから利用しているといっても過言ではない。

### ねお☆ガチャ
特定のアイテムを集めるか、すべて集めるとスペシャルアイテムが手に入る。定期的にテーマが変わる。一定期間なら過去のガチャもさかのぼって行える。1回200コイン必要。テーマが変わると、最初の1回は無料。

### ゲーム
本格的なRPGから、大集合NEOのユーザー同士で行う大富豪等の対戦ゲームなど、様々なジャンルのゲームが無料で楽しめる。
モバゲーやGREEに比べてゲームの数は少ない。

### 有名人ブログ
若手お笑いタレントや歌手など様々なジャンルの有名人のブログが表示されている。ブログ自体は基本的に外部ブログで、有名人に対しては友達希望や伝言板などは使用できない。

### NEOロト
3つの数字を予想し、3つの数字および順番を当てるとNEOコインとロトアバターが、3つの数字のみを当てるとロトアバターがもらえる。1口100コインで参加でき、1度に10口、最高で100口まで購入できる。もらえるコインの数は、購入された口数を当選口数で均等に分配した数になる。

### その他コンテンツ
○小説
ユーザーが書く携帯小説。
○オシャコレ
自分の持っている服や小物を写真に撮り、投稿する機能。1アイテム投稿するごとに、5コインが付与される。

## 事件や問題点

### 殺人予告
2007年5月15日午前2時30分、会津若松母親殺害事件の犯人と思われる人物が犯行を匂わせる内容の日記の書き込みを行ったが、翌日運営会社によって削除された。